# Washington, Oklahoma
Washington är en kommun (town) i McClain County i Oklahoma. Vid 2020 års folkräkning hade Washington 673 invånare.